# أوسونيا (ايطاليا)

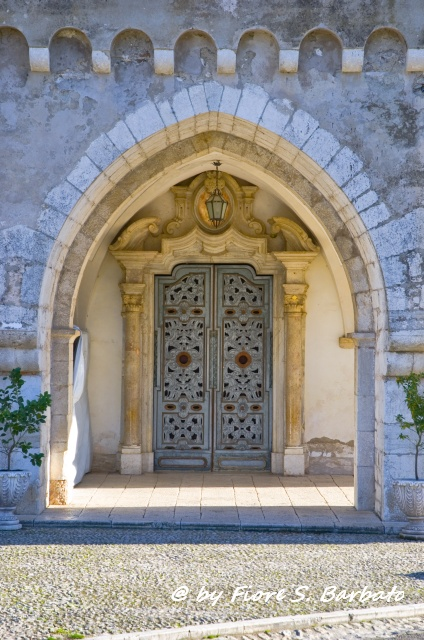
بوابة سانتواريو دي سانتا ماريا ديل بيانو.

أوسونيا هي بلدة ومدينة في جنوب لاتسيو ، وسط إيطاليا . أخذت اسمها من اورونشي / اوسونيس ، التي دمر الرومان بلدتها القديمة اوسونا (عضو في اورونكان بنتابيلوس) ، الواقعة في مكان قريب ، من قبل الرومان في عام 314 قبل الميلاد. في العصور الوسطى كانت تعرف باسم فرات .
تقع أوسونيا بالقرب من الحدود بين لاتسيو وكامبانيا ، في واد بين مونتي اورونشي و مينارد . تنبع أسماؤها من أوسونا ، وهي مدينة قديمة في أوسي ، والتي لم يتم تحديد موقعها بعد أن دمرها الرومان في عام 314 قبل الميلاد. يشير اكتشاف النقوش اللاتينية المخصصة لهرقل إلى أن طريق الحج يمكن أن يمر من هنا في العصور القديمة.

## المعالم السياحية الرئيسية
عامل الجذب الرئيسي هو ملاذ سانتا ماريا ديل بيانو (القرن الخامس عشر ، على الرغم من تأسيسه في عام 1100). تحتوي الخزانة الخاصة بها على رصيف مايوليكا من مدرسة نابولي التي تعود إلى القرن السابع عشر ، وخزانة متعددة من قبل جيوفاني فيليبو كريسكولو (1531). يحتوي القبو على لوحات جدارية من العصور الوسطى مع قصص عن حياة اس تي ريميكارد.
تشمل الكنائس الأخرى سان ميشيل أركانجيلو التي تعود إلى القرن الثاني عشر وكنيسة سانتا ماريا دي كوريانو .
اوسونيا هي موطن لقلعة من القرون الوسطى بناها أمراء كابوا في القرن الحادي عشر. تشمل البقايا برجين حول الرصيف والجدران.

## اللهجة
يتم التحدث باللهجة اللاتينية الجنوبية في المدينة.

## روابط خارجية
- الموقع الرسمي باللغة الإيطالية